# St. Louis Flyers
St. Louis Flyers byl profesionální americký klub ledního hokeje, který sídlil v St. Louis ve státě Missouri. V letech 1944–1953 působil v profesionální soutěži American Hockey League. Flyers ve své poslední sezóně v AHL skončily v základní části. Své domácí zápasy odehrával v hale St. Louis Arena s kapacitou 14 200 diváků. Klubové barvy byly modrá, bílá a oranžová.
V letech 1928–1942 působil ve městě klub ledního hokeje stejného názvu. Klub byl během své existence farmami celků NHL. Jmenovitě se jedná o Detroit Red Wings a Chicago Blackhawks.

## Úspěchy
- Vítěz divize – 1× (1948/49)

## Umístění v jednotlivých sezonách
Stručný přehled
Zdroj: 
- 1944–1952: American Hockey League (Západní divize)
- 1952–1953: American Hockey League

Jednotlivé ročníky
Zdroj: 
Legenda: Z – zápasy, V – výhry, VP – výhry v prodloužení, R – remízy, P – porážky, PP – porážky v prodloužení, VG – vstřelené góly, OG – obdržené góly, +/– – rozdíl skóre, B – body, fialové podbarvení – reorganizace, změna skupiny či soutěže
| USA / Kanada (1944 – 1953) |                      |        |    |    |    |    |    |    |     |     |      |    |        |             |
| Sezóny                     | Liga                 | Úroveň | Z  | V  | VP | R  | PP | P  | VG  | OG  | +/–  | B  | Pozice | Play–off    |
| 1944/45                    | AHL (Západní divize) | 2      | 60 | 14 | –  | 8  | –  | 38 | 157 | 257 | –100 | 36 | 4.     | –           |
| 1945/46                    | AHL (Západní divize) | 2      | 62 | 21 | –  | 9  | –  | 32 | 198 | 266 | –68  | 51 | 4.     | –           |
| 1946/47                    | AHL (Západní divize) | 2      | 64 | 17 | –  | 12 | –  | 35 | 211 | 292 | –81  | 46 | 5.     | –           |
| 1947/48                    | AHL (Západní divize) | 2      | 68 | 22 | –  | 10 | –  | 36 | 242 | 291 | –49  | 54 | 5.     | –           |
| 1948/49                    | AHL (Západní divize) | 2      | 68 | 41 | –  | 9  | –  | 18 | 294 | 192 | +102 | 91 | 1.     | Semifinále  |
| 1949/50                    | AHL (Západní divize) | 2      | 70 | 34 | –  | 8  | –  | 28 | 258 | 250 | +8   | 76 | 3.     | Čtvrtfinále |
| 1950/51                    | AHL (Západní divize) | 2      | 70 | 32 | –  | 4  | –  | 34 | 233 | 252 | –19  | 68 | 4.     | –           |
| 1951/52                    | AHL (Západní divize) | 2      | 68 | 28 | –  | 1  | –  | 39 | 256 | 262 | –6   | 57 | 4.     | –           |
| 1952/53                    | AHL                  | 2      | 64 | 26 | –  | 1  | –  | 37 | 212 | 258 | –46  | 53 | 6.     | –           |